# Nadwodnik

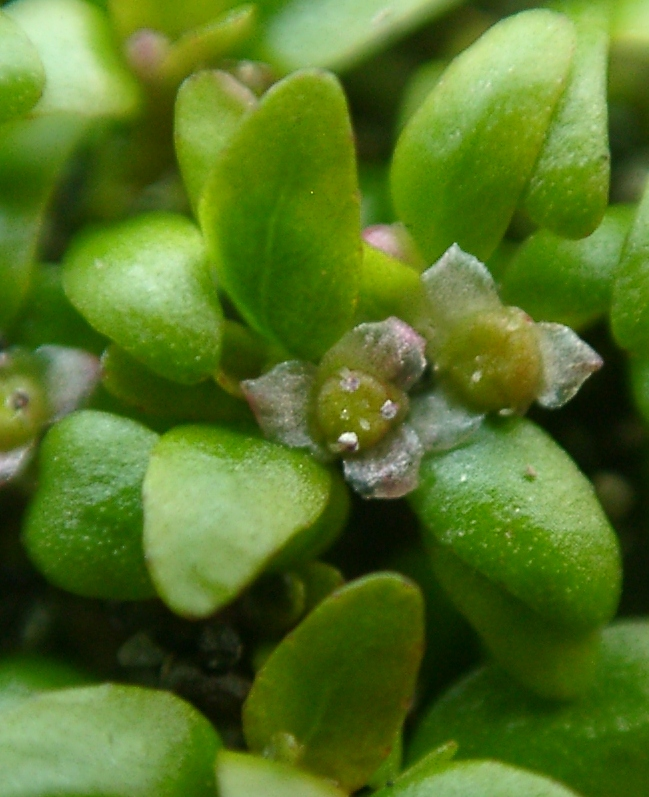
Nadwodnik trójpręcikowy

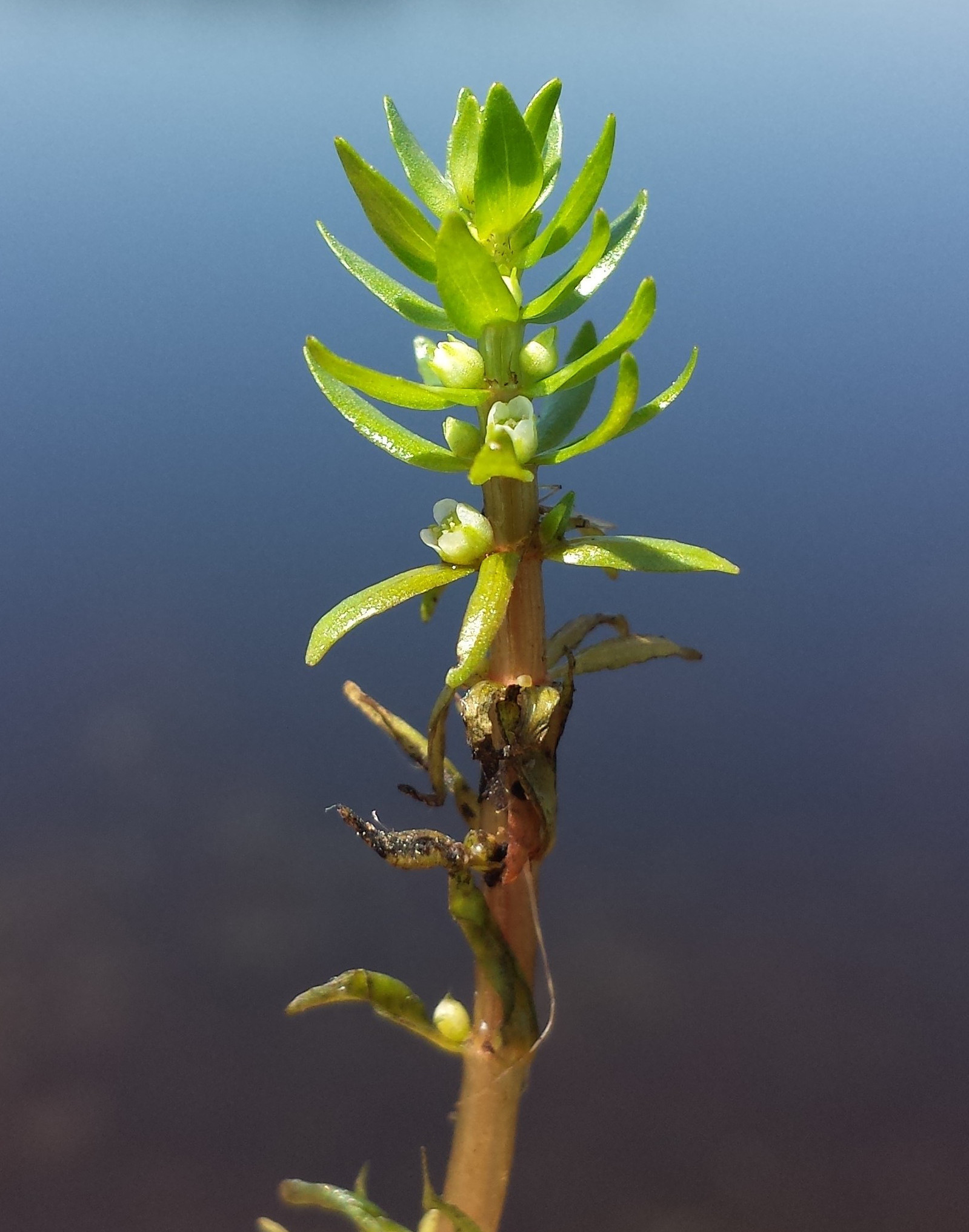
Nadwodnik okółkowy

Nadwodnik (Elatine L.) – rodzaj roślin z rodziny nadwodnikowatych (Elatinaceae Dumort.). Obejmuje co najmniej 30 gatunków spotykanych na wszystkich kontynentach. Występują w ekosystemach wodnych i związanych z wodami (brzegi, tereny podmokłe, wysychające zbiorniki). Niektóre gatunki uprawiane bywają jako rośliny akwariowe.

## Rozmieszczenie geograficzne
Gatunki z rodzaju rozprzestrzenione są na wszystkich kontynentach (z wyjątkiem Antarktydy), jednak na ogół mają rozproszone stanowiska. W Ameryce Północnej i Azji występuje po 14 gatunków, w Europie – 13, w Afryce 8, w Ameryce Południowej – 7, w Australii – 1. W Polsce jako gatunki rodzime rosną 4 gatunki:
- nadwodnik naprzeciwlistny (Elatine hydropiper L.)
- nadwodnik okółkowy (Elatine alsinastrum L.)
- nadwodnik sześciopręcikowy (Elatine hexandra (Lapierre) DC.)
- nadwodnik trójpręcikowy (Elatine triandra Schkuhr)

## Morfologia
PokrójRośliny jednoroczne o pędach pokładających się lub płożących i ukorzeniających w węzłach, nagich.
LiścieNaprzeciwległe lub okółkowe (Elatine alsinastrum), krótkoogonkowe, o niewielkiej blaszce liściowej i zwykle całobrzegie.
KwiatyBardzo drobne, rozwijają się zwykle pojedynczo w węzłach. Działki kielicha 2–4, są zrośnięte u nasady, błoniaste i nieco zaostrzone na końcach. Płatki korony w liczbie 2–4 są dłuższe od działek, mają tępe końce. Pręciki występują w liczbie dwukrotnie większej od liczby płatków, bądź zredukowane są tylko do jednego. Zalążnia jest kulistawa, 2–4-komorowa i zawiera liczne zalążki. Szyjki słupka w liczbie odpowiadającej liczbie komór, zakończone są główkowatymi znamionami.
OwoceBłoniaste torebki z 2–4 przegrodami. Zawierają liczne i drobne nasiona o kształcie owalnym, wygięte, także podkowiasto. Powierzchnia nasion siateczkowata, z zagłębieniami heksagonalnymi lub eliptycznymi.

## Systematyka
Homonimy taksonomiczne
Elatine J. Hill = Kickxia Dumort.
Synonimy taksonomiczne
Alsinastrum Quer y Martínez, Hydropiper (Endlicher) Fourreau, Ilyphilos Lunell, Potamopitys Adanson, Rhizium Dulac, Willisellus S. F. Gray
Pozycja systematyczna według APweb (aktualizowany system APG IV z 2016)
Rodzaj siostrzany dla Bergia w obrębie rodziny nadwodnikowatych (Elatinaceae), która wchodzi w skład obszernego rzędu malpigiowców (Malpighiales), należącego do kladu różowych w obrębie okrytonasiennych.
Pozycja w systemie Reveala (1993–1999)
Gromada okrytonasienne (Magnoliophyta Cronquist), podgromada Magnoliophytina Frohne & U. Jensen ex Reveal, klasa Rosopsida Batsch, podklasa ukęślowe (Dilleniidae Takht. ex Reveal & Tahkt.), nadrząd Theanae R. Dahlgren ex Reveal, rząd nadwodnikowce (Elatinales Nakai), rodzina nadwodnikowate (Elatinaceae Dumort.), podrodzina Elatinoideae Eaton, plemię Elatineae Bartl., rodzaj nadwodnik (Elatine L.).
Wykaz gatunków
- Elatine alsinastrum L. – nadwodnik okółkowy
- Elatine ambigua Wight
- Elatine americana (Pursh) Arn.
- Elatine brachysperma A.Gray
- Elatine brochonii Clavaud
- Elatine californica A.Gray
- Elatine campylosperma Seub.
- Elatine chilensis Gay
- Elatine ecuadoriensis Molau
- Elatine fassettiana Steyerm.
- Elatine fauquei Monod
- Elatine glaziovii Nied.
- Elatine gratioloides A.Cunn.
- Elatine gussonei (Sommier) Brullo, Lanfr., Pavone & Ronsisv.
- Elatine heterandra H.Mason
- Elatine hexandra (Lapierre) DC. – nadwodnik sześciopręcikowy
- Elatine hungarica Moesz
- Elatine hydropiper L. – nadwodnik naprzeciwlistny
- Elatine lindbergii Rohrb.
- Elatine lorentziana Hunz.
- Elatine macrocalyx Albr.
- Elatine macropoda Guss.
- Elatine madagascariensis H.Perrier
- Elatine minima (Nutt.) Fisch. & C.A.Mey.
- Elatine ojibwayensis Garneau
- Elatine paramoana Schmidt-M. & Bernal
- Elatine peruviana Baehni & J.F.Macbr.
- Elatine rubella Rydb.
- Elatine spathulata Gorski
- Elatine triandra Schkuhr – nadwodnik trójpręcikowy

## Ochrona
Wszystkie gatunki występujące w Polsce objęte są częściową ochroną gatunkową.